# Jerischke
Jerischke (niedersorbisch Jarješk) ist ein Ortsteil der Gemeinde Neiße-Malxetal im brandenburgischen Landkreis Spree-Neiße. Der Ort wurde am 31. Dezember 2001 eingemeindet und war vorher eine eigenständige Gemeinde. Jerischke gehört dem Amt Döbern-Land an und ist nach der Fläche der größte und nach der Einwohnerzahl der zweitkleinste Ortsteil der Gemeinde Neiße-Malxetal.

## Lage und Erreichbarkeit
Jerischke liegt in der Niederlausitz und im Muskauer Faltenbogen, rund sieben Kilometer Luftlinie nördlich von Bad Muskau, acht Kilometer Luftlinie östlich des Stadtzentrums von Döbern und drei Kilometer vor der Grenze zu Polen. Die Gemarkung des Ortsteils grenzt im Norden an Klein Bademeusel, im Osten an die polnischen Dörfer Olszyna, Bukowina, Siedlec, Buczyny und Żarki Wielkie, im Süden an Köbeln, im Südwesten an Jämlitz und im Nordwesten an Preschen. Zum Ortsteil Jerischke gehören neben dem Hauptort noch die Gemeindeteile Bahren, Pusack und Zelz sowie der Wohnplatz Teichhäuser.
Südlich des Dorfes befindet sich der Zschornoer Wald. Zwischen 1972 und 1990 befand sich in diesem Gebiet der Bombenwurf- und Erdschießplatz 31 Jerischke des Flugplatzes Preschen, wodurch heute in diesem Gebiet eine hohe Belastung von Munitionsresten und Blindgängern gegeben ist. Südöstlich des Teilortes Zelz befindet sich an der Lausitzer Neiße der östlichste Punkt Brandenburgs.
Jerischke liegt an der Kreisstraße 7101 zwischen Döbern und Klein Bademeusel. Die Bundesstraße 115 (Forst–Görlitz) liegt sieben Kilometer westlich und die Anschlussstelle Bademeusel an der Bundesautobahn 15 (Lübbenau–Forst) rund neun Kilometer nordöstlich des Ortes. Die Teilorte Bahren, Pusack und Zelz liegen am Neiße-Oder-Radweg.

## Geschichte
Der Ort wurde erstmals im Jahr 1532 mit der Schreibweise Jerischkow in Urkunden erwähnt. Der Ortsname stammt aus dem Sorbischen und bedeutet „Siedlung bei einem kleinen Graben“. Laut Ernst Eichler und Arnošt Muka leitet sich der Ortsname von dem Personennamen „Jaroslaw“ ab. Jerischke war früher ein Vasallendorf der Herrschaft Forst und gehörte zum Zeitpunkt der Ersterwähnung zu den böhmischen Kronländern. Kirchlich wurde Jerischke bereits seit jeher der Kirchengemeinde Preschen zugeordnet. Mit dem Frieden von Prag kam Jerischke 1635 zum Kurfürstentum Sachsen. Im Jahr 1708 zählte man in Jerischke sieben Gärtner und fünf Büdner. Gegen Ende des 18. Jahrhunderts gab es in Jerischke eine Dorfschule.
Anfang des 19. Jahrhunderts hatte Jerischke 145 Einwohner und eine Schatzung von 1200 Gulden. Im Jahr 1806 wurde das Kurfürstentum Sachsen zum Königreich erhoben. Nach der auf dem Wiener Kongress beschlossenen Teilung Sachsens wurde die Niederlausitz, und somit auch das Dorf Jerischke, an das Königreich Preußen abgegeben. Dabei wurde der Ort dem Regierungsbezirk Frankfurt der Provinz Brandenburg zugeordnet. Bei der im Jahr 1816 durchgeführten Kommunalreform kam Jerischke zum Landkreis Sorau. In der Topografisch-statistischen Übersicht des Regierungsbezirks Frankfurt aus dem Jahr 1844 ist Jerischke als Dorf mit einem Vorwerk, einer Kolonie, einem Teerofen und einer Schäferei verzeichnet; der Ort hatte 210 Einwohner in 42 Gebäuden. Bis 1864 stieg die Einwohnerzahl auf 236, des Weiteren ist dort eine Ziegelei verzeichnet. Bei der Volkszählung vom 1. Dezember 1871 hatte die Landgemeinde Jerischke 159 Einwohner in 34 Familien. Von den Einwohnern waren 80 Männer und 79 Frauen; 39 Einwohner waren Kinder unter zehn Jahren. Im Gutsbezirk Jerischke lebten zum gleichen Zeitpunkt 42 Einwohner – jeweils 21 Männer und Frauen – in sieben Familien und einem Einzelhaushalt. 12 Einwohner waren jünger als zehn Jahre. Im Gutsbezirk war ein Einwohner katholischer Konfession, alle anderen Einwohner (sowohl in der Landgemeinde als auch im Gutsbezirk) waren evangelisch-lutherisch.
Im Jahr 1874 schlossen sich die Landgemeinde und der Gutsbezirk Jerischke dem Amtsbezirk Preschen an. Die Schule von Jerischke wurde vor 1890 aufgelöst, in diesem Jahr besuchten die Kinder des Ortes bereits die Schule in Preschen. Nachdem sich die Landgemeinde Jerischke in der Folgezeit wieder um eine Ausgliederung aus dem Schulverband Preschen bemüht hatte, wurde am 16. Oktober 1906 eine neue Schule eingeweiht. Bei der Volkszählung am 1. Dezember 1910 hatten die Landgemeinde 136 und der Gutsbezirk 35 Einwohner. 1927 wurden Jerischke und Teichhäuser an das Stromnetz angeschlossen. Am 30. September 1928 wurde der Gutsbezirk Jerischke aufgelöst und in die Landgemeinde eingegliedert. Am 16. April 1945, dem ersten Tag der Schlacht um Berlin, besetzte die Rote Armee zahlreiche Orte westlich der Neiße, darunter auch Jerischke. Nach Kriegsende und der Festlegung der Oder-Neiße-Grenze wurde der Ortsteil Pusack aus der beidseits der Lausitzer Neiße gelegenen Gemeinde Groß Särchen nach Jerischke umgegliedert. Der Amtsbezirk Preschen und der Landkreis Sorau wurden aufgelöst und die Gemeinde Jerischke wechselte in der Sowjetischen Besatzungszone in den Landkreis Spremberg. Durch die Unterbringung von Vertriebenen aus den ehemals deutschen Ostgebieten im Gutshaus von Jerischke stieg die Einwohnerzahl kurzzeitig auf knapp 300 an, fiel danach aber wieder.
Am 7. Oktober 1949 wurde die DDR gegründet, bei der Gebietsreform am 25. Juli 1952 wurden die Länder aufgelöst und 14 Bezirke geschaffen. Dabei wurde Jerischke dem neu gebildeten Kreis Forst im Bezirk Cottbus zugeordnet. Anfang der 1960er-Jahre erfolgte ein weiterer Schulneubau, da in einem Klassenzimmer mehrere Klassen gleichzeitig unterrichtet wurden. Die Klassen 9 und 10 besuchten die Polytechnische Oberschule Döbern. 1973 wurde der Schulbetrieb eingestellt, die Kinder des Ortes besuchen seitdem Schulen in Friedrichshain, Döbern und Forst. Ebenfalls wurde 1973 der Erntekindergarten in Jerischke aufgelöst. Am 1. Mai 1973 wurde die östliche Nachbargemeinde Zelz-Bahren aufgelöst und deren Teilorte Bahren und Zelz in die Gemeinde Jerischke eingegliedert. Nach der Wiedervereinigung lag Jerischke zunächst im Landkreis Forst in Brandenburg, dort schloss sich im Jahr 1992 mit mehreren anderen Gemeinden zum Amt Döbern-Land zusammen.
Der Landkreis Forst ging am 6. Dezember 1993 bei einer Kreisreform im neuen Landkreis Spree-Neiße auf. Am 31. Dezember 2001 fusionierte die Gemeinde Jerischke mit Groß Kölzig, Klein Kölzig und Preschen aus dem Amt Döbern-Land sowie der Gemeinde Jocksdorf aus dem ehemaligen Amt Hornow/Simmersdorf zu der neuen Gemeinde Neiße-Malxetal. Die bisherigen Ortsteile Bahren, Pusack und Zelz wurden dabei zu Gemeindeteilen herabgestuft. Zum Zeitpunkt der Auflösung hatte die Gemeinde Jerischke 169 Einwohner, letzter Bürgermeister war Wilfried Koinzer.

## Bevölkerungsentwicklung
| Jahr | Einwohner |
| ---- | --------- |
| 1875 | 187       |
| 1890 | 177       |
| 1910 | 171       |

| Jahr | Einwohner |
| ---- | --------- |
| 1925 | 179       |
| 1933 | 179       |
| 1939 | 174       |

| Jahr | Einwohner |
| ---- | --------- |
| 1946 | 280       |
| 1950 | 278       |
| 1964 | 220       |

| Jahr | Einwohner |
| ---- | --------- |
| 1971 | 205       |
| 1981 | 203       |
| 1985 | 171       |

| Jahr | Einwohner |
| ---- | --------- |
| 1989 | 160       |
| 1995 | 143       |
| 2000 | 169       |

Gebietsstand des jeweiligen Jahres; ab 1946 mit Pusack, ab 1981 mit Bahren, Pusack und Zelz

## Sehenswürdigkeiten
In Jerischke steht ein Herrenhaus aus dem 18. Jahrhundert mit einem an das Grundstück angebundenen Park.

## Weinberg

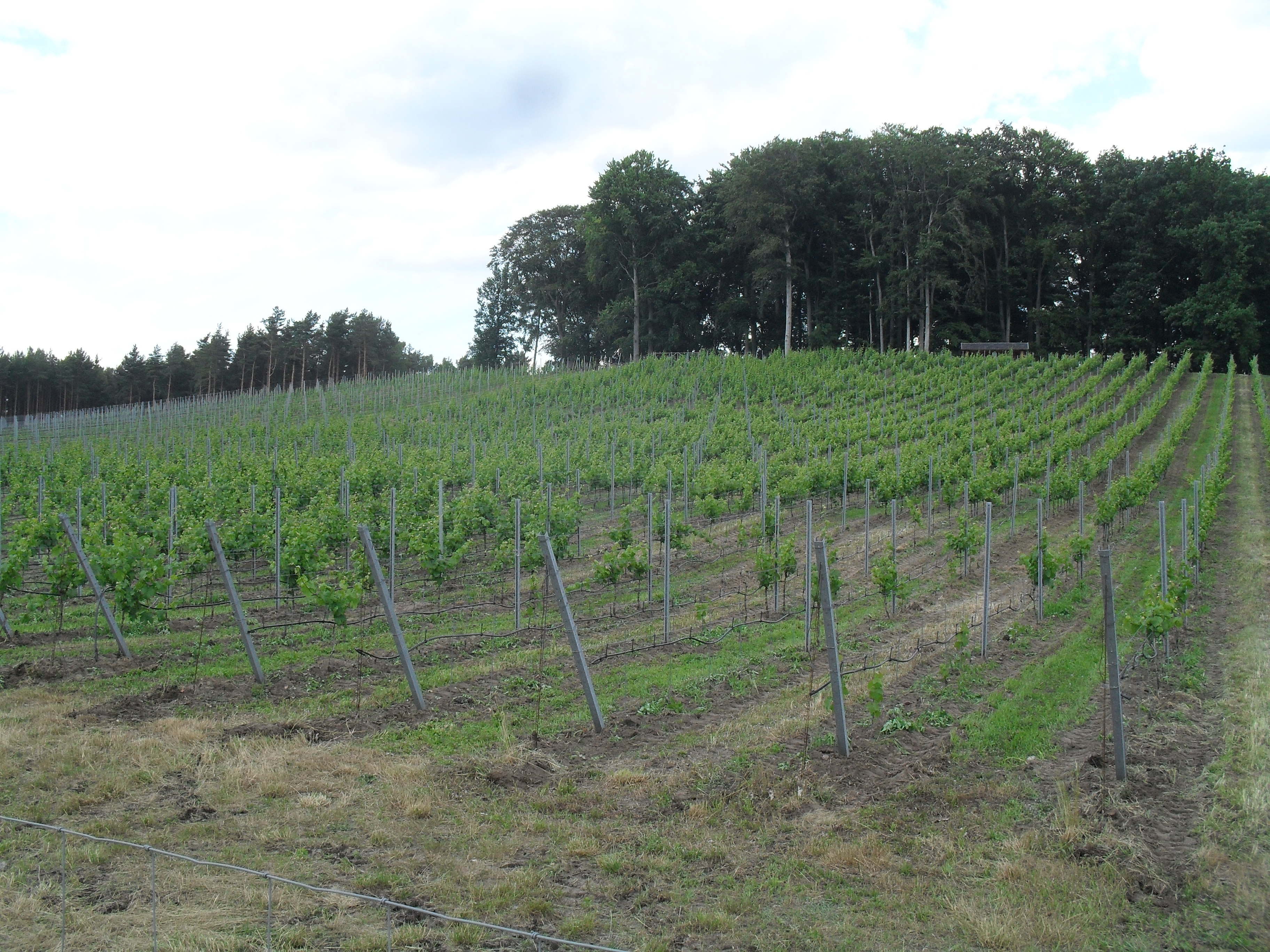
Blick auf den Weinberg

Am Rande des Ortes gibt es einen etwa zwei Hektar großen Weinberg Marbachs Wolfshügel. Angebaut werden die Rebsorten Regent, Spätburgunder, Riesling, Johanniter.